# Campanha da África Oriental
A Campanha da África Oriental foi uma série de batalhas e ações de guerrilha durante a Primeira Guerra Mundial, levadas a cabo por forças militares alemãs baseadas na África Oriental Alemã e que impactaram em porções de Moçambique, Rodésia, África Oriental Britânica, Uganda, e o Congo Belga. As forças coloniais alemãs, lideradas pelo Tenente-coronel (posteriormente Major-General) Paul Emil von Lettow-Vorbeck, lutaram durante toda a guerra e se renderam somente após o seu término.
A estratégia das forças coloniais alemãs, sob o comando de Paul von Lettow-Vorbeck, era desviar as forças aliadas da Frente Ocidental para a África. Essa estratégia obteve resultados mistos, especialmente após 1916, quando os alemães foram expulsos da África Oriental Alemã. A campanha na África consumiu quantias consideráveis de dinheiro e material de guerra, que poderiam ter sido direcionados para outras frentes.
Os alemães na África Oriental continuaram lutando até o fim da guerra, recebendo a notícia do armistício em 14 de novembro de 1918, às 07h30. Ambos os lados aguardaram a confirmação, com a rendição formal dos alemães ocorrendo em 25 de novembro.
Após a guerra, a África Oriental Alemã foi dividida em dois mandatos de classe B da Liga das Nações: o Território de Tanganica, sob administração do Reino Unido, e Ruanda-Urundi, sob administração da Bélgica, enquanto o Triângulo de Kionga foi cedido a Portugal.